# Bifurkacja (matematyka)
Bifurkacja – zjawisko skokowej zmiany własności modelu matematycznego przy drobnej zmianie jego parametrów (np. warunków początkowych procesu albo warunków brzegowych). Szczególnie często spotykane i istotne jest to pojęcie przy rozwiązywaniu równań różniczkowych oraz badaniu fraktali (i teorii chaosu).
W modelu z parametrem {\displaystyle a,} {\displaystyle a_{0}} jest punktem bifurkacji, jeśli w każdym jego otoczeniu istnieją dwa punkty, dla których własności modelu nie są jednakowe.
PrzykładModel opisany równaniem {\displaystyle ax^{2}+bx+c=0} ma bifurkację dla {\displaystyle a=0,} gdyż równanie zmienia się wtedy z kwadratowego na liniowe.